# Micropsectra angorensis
Micropsectra angorensis е насекомо от разред Двукрили (Diptera), семейство Хирономидни (Chironomidae). Съществува ендемично в Турция и няма подвидове.